# Tore Rinkveld
Tore Rinkveld (* 1972 in Heilbronn) ist ein Berliner Graffiti- und Streetart-Künstler, der unter dem Pseudonym EVOL tätig ist.

## Werk

Ein als Wohnblock besprühter Schrank von Evol, bei Urban Spree, Berlin

Rinkvelds Vorgehensweise mit ausrangierten Kartonverpackungen als Schablonen zeigt Anleihen an den Stil des Franzosen Blek le Rat und des Londoner Graffiti-Künstlers Banksy. Evol lässt sich von der Nachkriegsarchitektur inspirieren, um die urbane Ästhetik von Plattenbaufassaden und anderen Stadtlandschaften in seine Motive aufzunehmen.
Für die Expo Schanghai 2010 eröffnete er den Deutschen Pavillon.